# Elliant
Elliant (bretonisch Eliant) ist eine französische Gemeinde mit 3379 Einwohnern (Stand 1. Januar 2022) im Westen der Bretagne im Département Finistère.

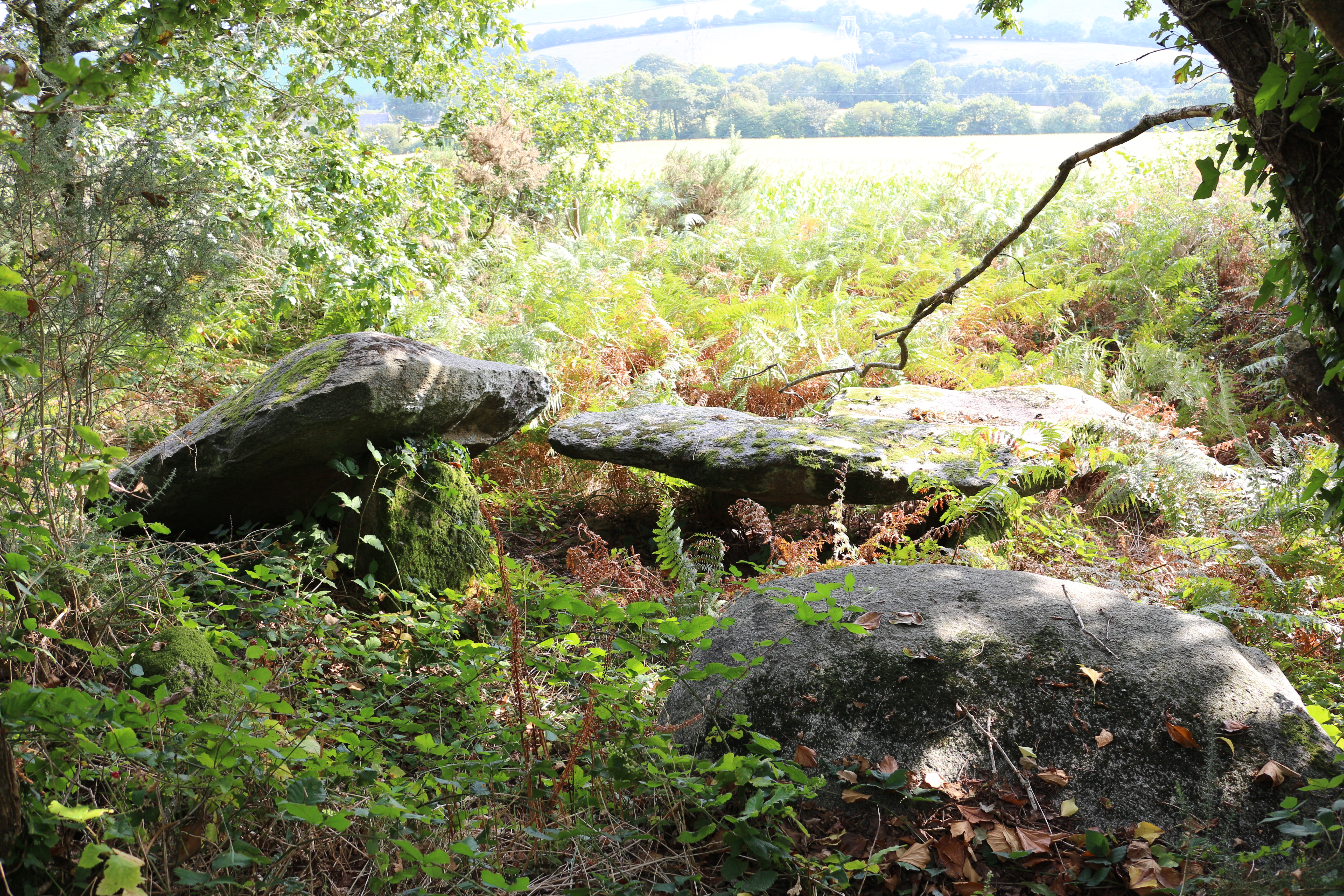
Dolmen von Keringard

## Geografie
Quimper liegt 16 Kilometer westlich, Lorient 42 Kilometer südöstlich, Brest 60 Kilometer nordwestlich und Paris etwa 460 Kilometer östlich. Der Fluss Jet durchquert das Gemeindegebiet und umfließt den Hauptort knapp westlich. 
Der etwa 3,5 m hohe Menhir Hiquem Mam Coz steht auf einem kleinen Hügel in einem Wald nördlich des Hofes Cosquer Ven.

## Verkehr
Bei Rosporden und Quimper gibt es Abfahrten an der Schnellstraße E 60 (Nantes-Brest) und Regionalbahnhöfe an der Bahnlinie Nantes-Lorient-Quimper-Brest.
Bei Lorient und Brest befinden sich Regionalflughäfen.

## Bevölkerungsentwicklung
| Jahr                       | 1962 | 1968 | 1975 | 1982 | 1990 | 1999 | 2007 | 2017 |
| Einwohner                  | 2642 | 2401 | 2295 | 2463 | 2591 | 2714 | 3127 | 3271 |
| Quellen: Cassini und INSEE |      |      |      |      |      |      |      |      |

## Sehenswürdigkeiten
Der Menhir Hiquem Mam Coz (deutsch „Spinnrocken der Großen Mutter“) steht auf einem kleinen Hügel nördlich des Hofes Cosquer Ven in Elliant.
- Kirche Saint-Gilles

Siehe auch: Liste der Monuments historiques in Elliant

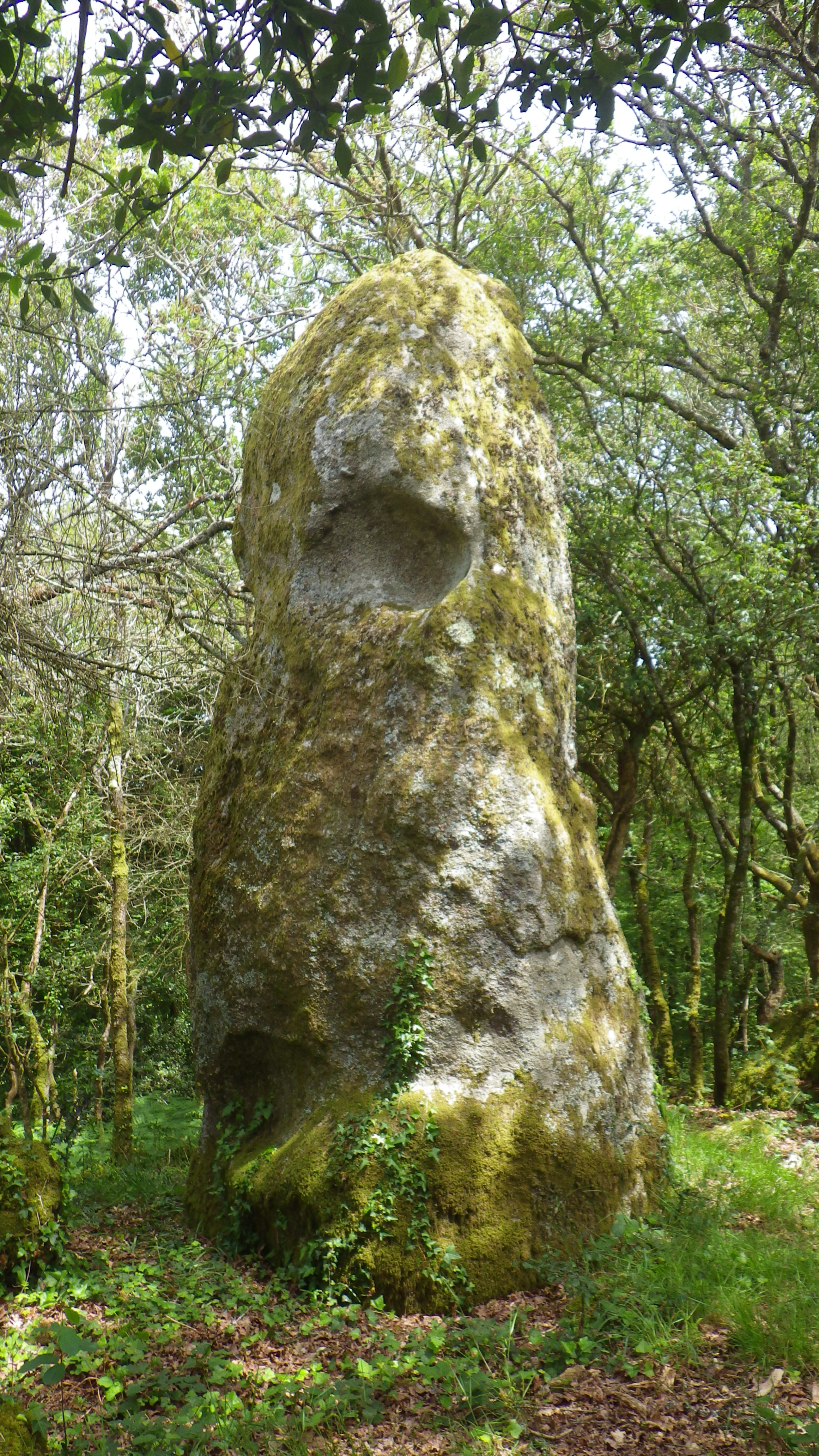
Hiquem Mam Coz

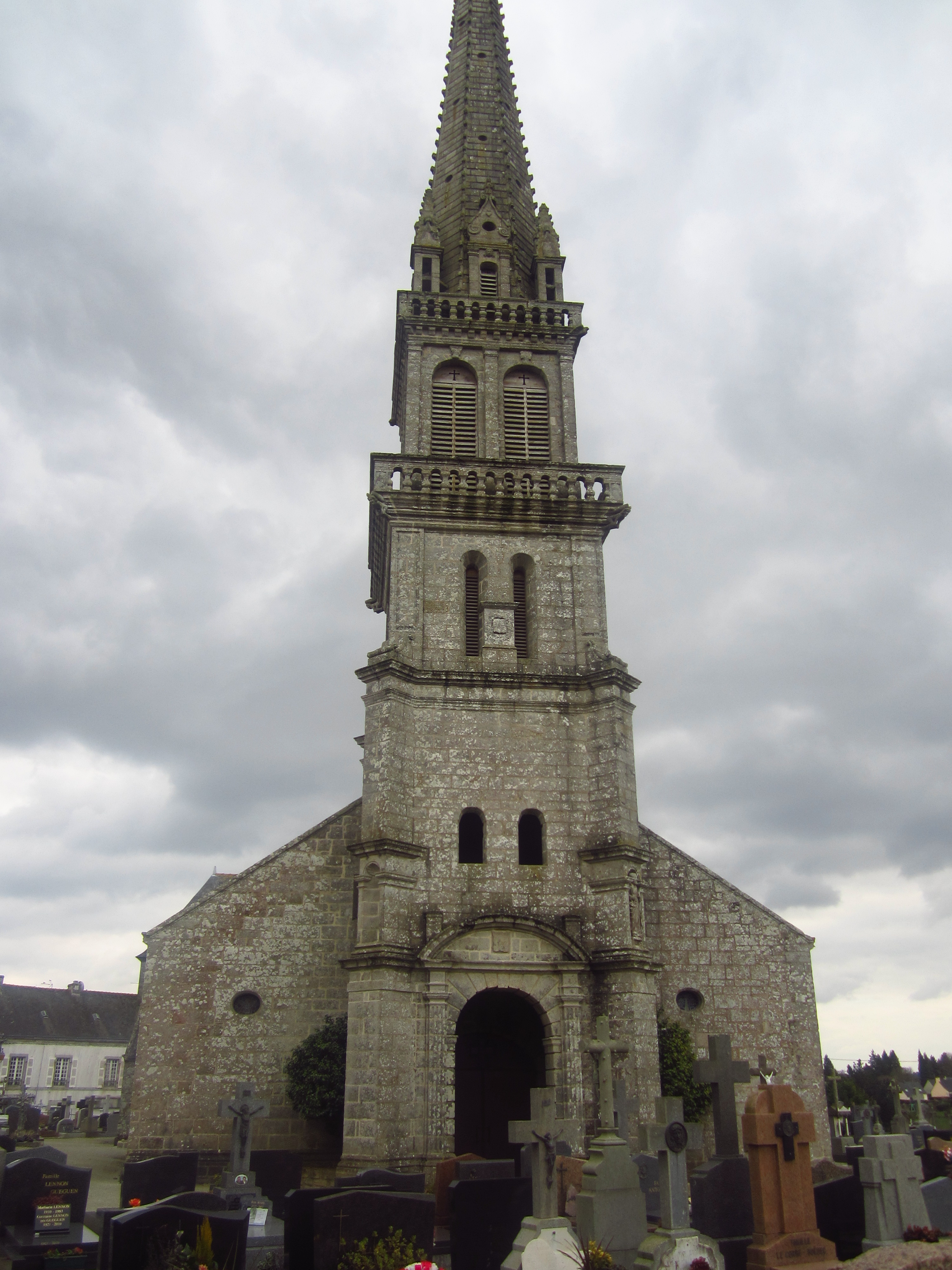
Kirche Saint-Gilles

## Gemeindepartnerschaft
Mit der irischen Ortschaft Mountbellew im County Galway besteht seit 1997 eine Partnerschaft.